# Australisch-bulgarische Beziehungen
Bilaterale Beziehungen zwischen Australien und Bulgarien bestehen seit 1963, als das bulgarische Handelsbüro in Sydney eröffnet wurde. Zwischen 1964 und 2003 existierte ein bulgarisches Honorarkonsulat in Sydney. 1972 wurden diplomatische Beziehungen zwischen beiden Ländern aufgenommen.

## Politische Beziehungen
Australien unterhält in Bulgarien seit 1972 ein Honorarkonsulat in der bulgarischen Hauptstadt Sofia, das durch die australische Botschaft in Athen akkreditiert ist. Bulgarien ist in Australien seit 2004 durch die Botschaft in der Hauptstadt Canberra präsent.
Die Interessen der australischen Regierung in Bulgarien liegen im vorbeugenden Schutz vor dem Handel von Massenzerstörungswaffen, vor illegaler Einwanderung, in der Bekämpfung von Drogenhandel und internationaler Kriminalität.

## Staatsbesuche
Im Jahre 2007 reiste der damalige stellvertretende Außenminister Bulgariens Feim Chausheve nach Australien. 2009 besuchte Präsident Georgi Parvanov, in Begleitung vom stellvertretenden Außenminister Marin Raykov und stellvertretenden Minister für Wirtschaft, Energie und Tourismus Evgeni Angelov, als erstes bulgarisches Staatsoberhaupt Australien. Im Juli 2012 traf sich der Parlamentarsekretär für die Außenpolitik Australiens Richard Marles mit dem stellvertretenden Außenminister Bulgariens Ivan Naydenov und mit Mitgliedern des Parlaments.

## Bevölkerungszahlen
Während der Volkszählung 2011 in Australien gaben 2915 Personen an in Bulgarien geboren zu sein, 5432 erklärten bulgarische Vorfahren zu haben, die hauptsächlich in der Zeit zwischen dem Ersten und Zweiten Weltkrieg nach Australien immigrierten. In Bulgarien leben nur wenige Australier, es sind vor allem Geschäftsleute.

## Wirtschaftliche Beziehungen
Der Handel zwischen Australien und Bulgarien lag 2015 bei 147,3 Millionen A$. Die australischen Exporte, hauptsächlich Kupfererz, Medikamente, Produkte aus Eisen, Stahl, Aluminium und spezielle Maschinen und Maschinenteile, beliefen sich auf 89,3 Millionen A$. Die bulgarischen Exportgüter waren Käse, Quark, Medikamente und Kleidung und sie bezifferten sich auf 58,1 Millionen A$.
Australien war 2015 Bulgariens 64-größtes Exportziel, mit 0,1 % der Exporte die 26-größte Importquelle, mit 0,6 % der Importe. Bulgarien steht auf der Liste der Exportziele Australiens auf Platz 59 und auf der Liste der Importquellen auf Platz 66.